# Menedékház (Neoton-album)
A Menedékház a Neoton 2. stúdióalbuma, melyet az együttes a Kócbabák elnevezésű lánytrióval készített. A Kócbabák: Csepregi Éva, Pál Éva, Fábián Éva. A próbanyomás címkéjén ez áll: „Nem gyártható, új szerkesztés szükséges 76. II. 29.” A  végleges változatra a próbanyomás „Tegnap még azt hittem” c. dala helyett az „A »Várunk Rád«” került fel, a többi dal sorrendje pedig eltér.
Az album 1995-ben CD-n is megjelent. Bónuszdalok nem kerültek rá.

## Megjelenések
| Ország       | Formátum | Sorszám    | Kiadó  | Év   |
| ------------ | -------- | ---------- | ------ | ---- |
| Magyarország | LP       | SLPX 17510 | Pepita | 1976 |
| Magyarország | CD       | HCD 17510  | Mega   | 1995 |

- Hozzánk mindig hazaérkezel – 3:09
- Denevérszárnyú éjszakák – 3:05
- Egy vidám dal – 2:46
- Egy kicsit csendben lehetnél – 3:24
- Szeretem azt – 4:05
- Sose add fel a reményed – 2:21
- Maradj még egy percet – 4:27
- Vallomás – 2:29
- Mondj egy jó szót – 3:15
- A „Várunk Rád” – 2:42
- Aludj el – 4:07
- Menedékház – 3:04

| Ország       | Formátum         | Sorszám    | Kiadó  | Év   |
| ------------ | ---------------- | ---------- | ------ | ---- |
| Magyarország | LP (próbanyomás) | SLPX 17510 | Pepita | 1976 |

- Menedékház – 3:04
- Egy vidám dal – 2:46
- Aludj el – 4:07
- Vallomás – 2:29
- Tegnap még azt hittem – 3:10
- Maradj még egy percet – 4:27
- Egy kicsit csendben lehetnél – 3:24
- Denevérszárnyú Éjszakák – 3:05
- Szeretem azt – 4:05
- Hozzánk mindig hazaérkezel – 3:09
- Sose add fel a reményed – 2:21
- Mondj egy jó szót – 3:15